# Galina Stepanskaya
Galina Andreyevna Stepanskaya (en russe : Галина Андреевна Степанская), née le 27 janvier 1947 à Leningrad  est une patineuse de vitesse soviétique.

## Biographie
Aux Jeux olympiques d'hiver de 1976 organisés à Innsbruck en Autriche, Galina Stepanskaya est médaillée d'or sur 1 500 mètres, sa seule médaille olympique en carrière. Elle a gagné trois titres mondiaux, le premier en 1973 sur 1 500 mètres et les deux autres en 1977 sur 1 500 mètres et 3 000 mètres. Durant sa carrière, elle a battu trois records du monde dont deux du 3 000 m et un du mini combiné. 

## Palmarès
| Compétition                           | Or             | Argent     | Bronze |
| Jeux olympiques                       | 1976 (1 500 m) |            |        |
| Championnats du monde toutes épreuves |                | 1977, 1978 |        |
| Championnats de URSS toutes épreuves  | 1976, 1977     |            |        |

## Records personnels
| Distance     | Temps         | Année |
| ------------ | ------------- | ----- |
| 500 mètres   | 42 s 44       | 1978  |
| 1 000 mètres | 1 min 24 s 06 | 1976  |
| 1 500 mètres | 2 min 10 s 12 | 1976  |
| 3 000 mètres | 4 min 31 s 00 | 1976  |